# Ахемен
Ахемен (стперс. , грч. Αχαιμενης) је био предак и оснивач династије Ахеменида, који је владао Персијом од 705. п. н. е. до 675. п. н. е.. Персијски краљевски натписи као што је Бехистунски натпис наводе да је Ахемен живео пет генерација пре Дарија Великог , односно, око 700. п. н. е.. Иако га натписи описују као „шаха“, вође Персијанаца су у то доба у ствари били племенски поглавице.
Разлози због којих се сумња у постојање Ахемена се првенствено тичу чињенице да о њему није било савремених записа, као и томе да је Дарије Велики преузео персијско престо 525. п. н. е. убивши Смердиса, сина Кира Великог, а своју узурпацију оправдао тиме да потиче од Ахемена.
У сваком случају, од Дарија Великог се Ахемен у Персији славио као оснивач династије, а самим тиме и царства.
Асирски записи из доба краља Сенахериба из 691. п. н. е. спомињу како је у граду Халулеу једва одбио напад Парсуамаша и Анзана, заједно са Медијцима и другима. Ти записи спомињу Ахемена као једног од војних заповедника који је водио Персијанце и независне трупе из Аншана у неодлученој бици код Халулеа.
Персијски и грчки извори наводе како га је наследио син Теисп.